# Kramsk
Kramsk [pronunciación en polaco: /kramsk/] es un pueblo en el Distrito de Konin, Voivodato de Gran Polonia, en el centro-oeste de Polonia. Es la sede de la gmina (distrito administrativo) llamado Gmina Kramsk. Se encuentra aproximadamente 11 kilómetros al este de Konin y 104 kilómetros al este de la capital regional, Poznań.
El pueblo tiene una población de 1,200 habitantes.